# Heckler & Koch MG4
MG4 je remenski punjena laka 5,56 mm strojnica koju je konstuirala i proizvela njemačka tvrtka Heckler & Koch. Ovo oružje razvijeno je tijekom ranih 1990-ih, a prvi je put javno prikazano u rujnu 2001. Odabrana je kao zamjena za 7,62 mm MG3 višenamjensku strojnicu u Bundeswehru koju su koristile postrojbe za vatrenu potporu. MG4 će biti sekundarno naoružanje novog Puma borbenog vozila pješaštva. Dizajnirano je da bude lako za nošenje i korištenje, pružajući maksimalnu zaštitu korisniku i pouzdanost. Može koristiti gotovo sve inačice streljiva različitih proizvođača.

## Vanjske poveznice
|  | Zajednički poslužitelj ima još gradiva o temi Heckler & Koch MG4 |

- Heckler & Koch—službena stranica  Arhivirana inačica izvorne stranice od 5. kolovoza 2009. (Wayback Machine)